# Шак, Адольф Вильгельмович фон
Адольф Вильгельмович фон Шак (1828—1897) — генерал-лейтенант, командир 8-го армейского корпуса.

## Биография
Адольф Вильгельмович фон Шак родился 27 ноября 1828 года, происходил из прусских дворян. Образование получил в Берлинском кадетском корпусе, по окончании которого служил в прусских войсках. В 1848—1849 годах был командирован в австрийскую армию и принимал участие в военных действиях против венгров.
10 октября 1854 года вступил в русскую службу подпоручиком в Кабардинский егерский полк, в рядах которого во время Восточной войны сражался с турками и затем с горцами на Кавказе. За боевые отличия был 3 января 1856 года произведён в поручики и 27 октября 1862 года в штабс-капитаны и награждён орденами св. Станислава 3-й степени с мечами и бантом (1859), св. Анны 3-й степени (1864) и св. Станислава 2-й степени (1864).
В 1864 году А. В. Шак был переведён в лейб-гвардии Преображенский полк, где был назначен командиром роты; 8 ноября 1866 года получил чин капитана.
Произведённый 14 апреля 1868 года в полковники, Шак вернулся на Кавказ, где 1 ноября 1869 года был назначен командиром 74-го пехотного Ставропольского полка, в 1872 году награждён орденом св. Анны 2-й степени. Во главе этого полка он в 1877 году выступил против турок и 27 октября был награждён золотой шпагой с надписью «За храбрость», украшенной алмазами, и вслед за тем получил орден св. Георгия 4-й степени
Командуя левым крылом войск Эриванского отряда при атаке укреплённой неприятельской позиции в горах Драм-дага, полковник фон-Шак, несмотря на значительное превосходство неприятельских сил, овладел самым важным местом позиции турокъ, с занятием которого сражение приняло решительный оборот в нашу пользу.
Произведённый 28 июля 1877 года в генерал-майоры (со старшинством от 17 апреля того же года) Шак был назначен командиром 2-й бригады Кавказской гренадерской дивизии. 19 апреля 1878 года он был удостоен ордена св. Георгия 3-й степени (№ 569 по кавалерским спискам). В рескрипте было сказано:
В деле с Турками, 23 Октября 1877 года, при взятии укрепленной позиции Деве-Бойну, командуя колонной левого крыла наших войск, искусною демонстрациею привлек на себя главные силы неприятеля и, выдержав жестокий бой в течение целого дня, дал возможность произвести атаку и занять ослабленный центр неприятельской позиции; затем, перейдя в наступление, одержал над неприятелем полную победу и заставил его бежать, оставив в руках наших артиллерию, лагерь и много пленных.
В 1879 году он был награждён орденом св. Станислава 1-й степени с мечами.
2 сентября 1882 года Шак был назначен командиром 2-й бригады 19-й пехотной дивизии и тогда же получил орден св. Анны 1-й степени. С 20 декабря 1884 года он командовал 39-й пехотной дивизией, 30 августа 1886 года произведён в генерал-лейтенанты, 17 июля 1893 года получил в командование 8-й армейский корпус. Среди прочих наград Шак имел ордена св. Владимира 2-й степени (1889 год) и Белого орла (1895 год), прусский орден Короны 3-й степени (1866) и 2-й степени с мечами и звездой (1878). Скончался 22 августа 1897 года в Одессе.
Жена — Софья Николаевна Огарёва (21.08.1842—28.10.1870), дочь  генерала Н. А. Огарёва и фрейлина двора (19.04.1864).